# Oliver McCall
Oliver McCall (Chicago, 21 aprile 1965) è un pugile statunitense.
Soprannominato "The Atomic Bull" ("Toro atomico"), fu campione mondiale WBC dei Pesi massimi sconfiggendo a sorpresa Lennox Lewis per KO nel 1994. Veterano del ring con una carriera trentennale, McCall è inoltre noto per il crollo nervoso che ebbe durante la rivincita con Lewis nel 1997. Suo figlio, Elijah, è anch'egli un pugile professionista nella categoria dei pesi massimi; mentre sua figlia Jeneva, è una pesista internazionale.

## Biografia
Nato a Chicago, Illinois, McCall si trasferì a vivere con la madre a Racine, Wisconsin e frequentò la locale William Horlick High School, prima di trasferirsi alla Washington Park High School. Da ragazzo fu anche un promettente giocatore di basket. Nel 1981, tuttavia, McCall decise di tornare a Chicago per darsi al pugilato.

## Vicende giudiziarie
La carriera di McCall è stata funestata da vari problemi di natura legale e da tentativi di disintossicazione. I suoi numerosi sforzi di riprendere l'attività agonistica a tempo pieno, sono stati frustrati da molteplici problemi con la legge.
Nel gennaio 2006 McCall fu arrestato a Nashville, Tennessee, per aver violato uno spazio residenziale pubblico. La polizia informò i mass media che McCall era in possesso di una pipa per fumare crack e di una banconota da cinque dollari arrotolata con tracce di cocaina. Inoltre, venne riportato che il quarantenne McCall aveva sputato a un agente di polizia e successivamente cercato di ucciderlo. Venne multato di 299,000 dollari e incriminato per resistenza all'arresto, aggressione a pubblico ufficiale, e tentativo di fuga. Fu rilasciato l'8 maggio 2006.
Nel fine settimana prima dell'incontro fissato con Zuri Lawrence al Seminole Hard Rock Hotel & Casino di Hollywood, Florida, McCall fu arrestato per possesso di droga a Fort Lauderdale. L'arresto causò la cancellazione del match.
Il 9 dicembre 2010, due giorni dopo l'ultima vittoria, McCall venne nuovamente arrestato a Fort Lauderdale per possesso di cannabis e violazione di un'ordinanza municipale. Come risultato della sua recidività, McCall fu condannato a una pena di sei anni da scontarsi nel penitenziario dello Stato della Florida. L'avvocato Roger P. Foley, riuscì a far concedere a McCall la libertà vigilata, con l'inserimento in un programma di riabilitazione.

## Lista degli incontri
Di seguito, la lista degli incontri disputati da professionista:
| 74 incontri         | 58 vittorie | 14 sconfitte |
| ------------------- | ----------- | ------------ |
| KO                  | 39          | 1            |
| Decisione arbitrale | 20          | 13           |
| Squalifica          | 1           | 0            |

| No. | Risultato  | Record    | Avversario          | Metodo | Round         | Data              | Età | Luogo                                             | Note |
| --- | ---------- | --------- | ------------------- | ------ | ------------- | ----------------- | --- | ------------------------------------------------- | --- |
| 74  | Vittoria   | 58–14 (2) | Larry Knight        | D.U.   | 6             | 30 novembre 2018  | 53  | HEB Tennis Centre, Corpus Christi,                | |
| 73  | Sconfitta  | 57–14 (2) | Marcin Rekowski     | D.U.   | 10            | 26 aprile 2014    | 49  | Arena Legionowo, Legionowo,                       | |
| 72  | Vittoria   | 57–13 (2) | Marcin Rekowski     | S.D.   | 8             | 1 febbraio 2014   | 48  | Hala Okrąglak, Opole,                             | |
| 71  | Sconfitta  | 56–13 (2) | Krzysztof Zimnoch   | D.U.   | 8             | 18 maggio 2013    | 48  | Arena Legionowo, Legionowo,                       | |
| 70  | Sconfitta  | 56–12 (2) | Francesco Pianeta   | D.U.   | 10            | 16 maggio 2012    | 47  | Brandenburg-Halle, Francoforte,                   | |
| 69  | Vittoria   | 56–11 (2) | Damian Wills        | D.U.   | 10            | 20 agosto 2011    | 46  | Athletic Fencing Center, Houston,                 | Vince il titolo intercontinentale vacante WBF dei pesi massimi                                                            |
| 68  | Sconfitta  | 55–11 (2) | Cedric Boswell      | D.U.   | 10            | 18 marzo 2011     | 45  | Hard Rock Live, Hollywood,                        | Incontro valido per i titoli vacanti latinoamericani WBA, NABA e WBC dei pesi massimi                                     |
| 67  | Vittoria   | 55–10 (2) | Fres Oquendo        | S.D.   | 12            | 7 dicembre 2010   | 45  | Hard Rock Live, Hollywood,                        | Vince il titolo intercontinentale vacante IBF dei pesi massimi                                                            |
| 66  | Sconfitta  | 54–10 (2) | Timur Ibragimov     | D.U.   | 12            | 15 giugno 2010    | 45  | Hard Rock Live, Hollywood,                        | Incontro valido per i titoli vacanti WBA e NABA dei pesi massimi                                                          |
| 65  | Vittoria   | 54–9 (2)  | Lance Whitaker      | D.U.   | 10            | 23 ottobre 2009   | 44  | The Orleans, Paradise,                            | |
| 64  | Vittoria   | 53–9 (2)  | Franklin Lawrence   | D.U.   | 10            | 21 agosto 2009    | 44  | The Orleans, Paradise,                            | |
| 63  | Vittoria   | 52–9 (2)  | John Hopoate        | T.KO   | 2 (10), 1:26  | 22 maggio 2009    | 44  | The Orleans, Paradise,                            | |
| 62  | Sconfitta  | 51–9 (2)  | Juan Carlos Gómez   | D.U.   | 12            | 19 ottobre 2007   | 42  | Estrel Hotel, Berlino,                            | Perde il titolo internazionale WBC dei pesi massimi                                                                       |
| 61  | Vittoria   | 51–8 (2)  | Sinan Şamil Sam     | D.U.   | 12            | 16 giugno 2007    | 42  | Atatürk Sport Hall, Ankara,                       | Vince il titolo internazionale WBC dei pesi massimi                                                                       |
| 60  | Vittoria   | 50–8 (2)  | Marion Wilson       | D.U.   | 8             | 24 febbraio 2007  | 41  | ABC Sports Complex, Springfield,                  | |
| 59  | Vittoria   | 49–8 (2)  | Yanqui Díaz         | KO     | 7 (10), 2:28  | 9 dicembre 2006   | 41  | Hard Rock Live, Hollywood,                        | |
| 58  | Vittoria   | 48–8 (2)  | Darroll Wilson      | T.KO   | 4 (12), 0:40  | 3 settembre 2006  | 41  | Louisville Gardens, Louisville,                   | Vince il titolo vacante WBC/FECARBOX dei pesi massimi                                                                     |
| 57  | Vittoria   | 47–8 (2)  | Kenny Craven        | T.KO   | 1 (10), 1:09  | 30 giugno 2006    | 41  | Hard Rock Live, Hollywood,                        | |
| 56  | Vittoria   | 46–8 (2)  | Wallace McDaniel    | T.KO   | 3 (8), 1:37   | 27 maggio 2006    | 41  | The Plex, North Charleston,                       | |
| 55  | No contest | 45–8 (2)  | Juan Carlos Gómez   | D.U.   | 10            | 15 ottobre 2005   | 41  | Burg-Wächter Castello, Düsseldorf,                | Originariamente vittoria per D.U. data a Gómez, poi modificata in N.C. dopo essere risultato positivo a un test antidroga |
| 54  | Vittoria   | 45–8 (1)  | Przemysław Saleta   | T.KO   | 4 (10), 2:40  | 13 agosto 2005    | 40  | United Center, Chicago,                           | |
| 53  | Vittoria   | 44–8 (1)  | Kelvin Hale         | D.U.   | 8             | 10 maggio 2005    | 40  | Kennel Club Sarasota,                             | |
| 52  | Vittoria   | 43–8 (1)  | Cornelius Ellis     | D.U.   | 8             | 16 aprile 2005    | 40  | M.C. Benton Jr. Convention Center, Winston-Salem, | |
| 51  | Vittoria   | 42–8 (1)  | Marion Wilson       | DQ     | 6 (8)         | 5 febbraio 2005   | 39  | Convention Center, Washington,                    | Wilson squalificato per continue trattenute                                                                               |
| 50  | Sconfitta  | 41–8 (1)  | DaVarryl Williamson | D.U.   | 10            | 13 novembre 2004  | 39  | Madison Square Garden, New York City,             | |
| 49  | Vittoria   | 41–7 (1)  | Vernon Woodward     | T.KO   | 3 (8), 1:26   | 25 settembre 2004 | 39  | Firelake Casino, Shawnee,                         | |
| 48  | Vittoria   | 40–7 (1)  | Dennis McKinney     | T.KO   | 3 (10)        | 24 aprile 2003    | 38  | The Plex, North Charleston,                       | |
| 47  | Vittoria   | 39–7 (1)  | Henry Akinwande     | KO     | 10 (10), 2:13 | 17 novembre 2001  | 36  | Mandalay Bay Events Center, Paradise,             | |
| 46  | Vittoria   | 38–7 (1)  | Matt Green          | T.KO   | 1 (10), 1:38  | 29 settembre 2001 | 36  | Martinsville,                                     | |
| 45  | Vittoria   | 37–7 (1)  | Sedreck Fields      | S.D.   | 10            | 11 agosto 2000    | 35  | Paris Las Vegas, Paradise,                        | |
| 44  | Vittoria   | 36–7 (1)  | Marcus McIntyre     | KO     | 3 (10), 0:57  | 25 maggio 2001    | 36  | Grand Casino, Tunica,                             | |
| 43  | Vittoria   | 35–7 (1)  | Ric Lainhart        | T.KO   | 1 (10), 2:25  | 12 febbraio 2001  | 35  | Jim Davidson Theatre, Pembroke Pines,             | |
| 42  | Vittoria   | 34–7 (1)  | Will Hinton         | T.KO   | 1 (10), 1:17  | 18 dicembre 1999  | 34  | Grand Casino, Tunica,                             | |
| 41  | No contest | 33–7 (1)  | Samson Cohen        | NC     | 2 (10)        | 25 settembre 1999 | 34  | High School, Bassett,                             | Cohen non in grado di continuare dopo essere caduto dal ring                                                              |
| 40  | Vittoria   | 33–7      | Samson Cohen        | KO     | 1 (10)        | 24 febbraio 1998  | 32  | Nashville,                                        | |
| 39  | Vittoria   | 32–7      | Abdul Muhaymin      | D.U.   | 10            | 3 febbraio 1998   | 32  | Nashville,                                        | |
| 38  | Vittoria   | 31–7      | Mike Acklie         | KO     | 1 (10)        | 6 gennaio 1998    | 32  | Nashville,                                        | |
| 37  | Vittoria   | 30–7      | Mike DeVito         | T.KO   | 2 (8)         | 16 dicembre 1997  | 32  | Music City Mix Factory, Nashville,                | |
| 36  | Vittoria   | 29–7      | Brian Yates         | T.KO   | 8 (10)        | 4 novembre 1997   | 32  | Music City Mix Factory, Nashville,                | |
| 35  | Sconfitta  | 28–7      | Lennox Lewis        | T.KO   | 5 (12), 0:55  | 7 febbraio 1997   | 31  | Las Vegas Hilton, Winchester,                     | Incontro valido per il titolo vacante WBC dei pesi massimi                                                                |
| 34  | Vittoria   | 28–6      | James Stanton       | RIT.   | 6 (10), 0:01  | 23 marzo 1996     | 30  | Miami Arena, Miami,                               | |
| 33  | Vittoria   | 27–6      | Oleg Maskayev       | T.KO   | 1 (10), 1:38  | 24 febbraio 1996  | 30  | Coliseum, Richmond,                               | |
| 32  | Sconfitta  | 26–6      | Frank Bruno         | D.U.   | 12            | 2 settembre 1995  | 30  | Wembley Arena, Londra,                            | Perde il titolo WBC dei pesi massimi                                                                                      |
| 31  | Vittoria   | 26–5      | Larry Holmes        | D.U.   | 12            | 8 aprile 1995     | 29  | Caesars Palace, Paradise,                         | Difende il titolo WBC dei pesi massimi                                                                                    |
| 30  | Vittoria   | 25–5      | Lennox Lewis        | T.KO   | 2 (12), 0:31  | 24 settembre 1994 | 29  | Wembley Arena, Londra,                            | Vince il titolo WBC dei pesi massimi                                                                                      |
| 29  | Vittoria   | 24–5      | Dan Murphy          | T.KO   | 1 (10)        | 26 febbraio 1994  | 28  | Earls Court Exhibition Centre, Londra,            | |
| 28  | Vittoria   | 23–5      | Art Card            | KO     | 1 (10)        | 18 dicembre 1993  | 28  | Estadio Cuauhtémoc, Puebla City,                  | |
| 27  | Vittoria   | 22–5      | Francesco Damiani   | T.KO   | 8 (10), 1:09  | 23 aprile 1993    | 28  | The Pyramid, Memphis,                             | |
| 26  | Vittoria   | 21–5      | Mike Dixon          | T.KO   | 2 (10), 2:48  | 30 gennaio 1993   | 27  | The Pyramid, Memphis,                             | |
| 25  | Vittoria   | 20–5      | Lawrence Carter     | KO     | 3 (10)        | 30 gennaio 1993   | 27  | The Mirage, Paradise,                             | |
| 24  | Sconfitta  | 19–5      | Tony Tucker         | S.D.   | 12            | 26 giugno 1992    | 27  | CSU Convocation Center, Cleveland,                | Incontro valido per il titolo NABF dei pesi massimi                                                                       |
| 23  | Vittoria   | 19–4      | Mike Rouse          | T.KO   | 4 (10), 2:54  | 15 febbraio 1992  | 26  | The Mirage, Paradise,                             | |
| 22  | Vittoria   | 18–4      | Jesse Ferguson      | D.U.   | 10            | 8 agosto 1991     | 26  | Trump's Castle, Atlantic City,                    | |
| 21  | Vittoria   | 17–4      | Danny Wofford       | T.KO   | 5 (10)        | 8 giugno 1991     | 26  | Civic Center, Salem,                              | |
| 20  | Vittoria   | 16–4      | Bruce Seldon        | T.KO   | 9 (10), 2:37  | 18 aprile 1991    | 26  | Etess Arena, Atlantic City,                       | |
| 19  | Sconfitta  | 15–4      | Orlin Norris        | S.D.   | 10            | 17 novembre 1990  | 25  | Lee County Civic Center, Fort Myers,              | |
| 18  | Vittoria   | 15–3      | Lionel Butler       | S.D.   | 10            | 16 luglio 1990    | 25  | Central Plaza Hotel, Oklahoma City,               | |
| 17  | Sconfitta  | 14–3      | Buster Douglas      | D.U.   | 10            | 21 luglio 1989    | 24  | Convention Hall, Atlantic City,                   | |
| 16  | Vittoria   | 14–2      | Bruce Johnson       | KO     | 1 (10), 2:05  | 1 ottobre 1988    | 23  | International Amphitheatre, Chicago,              | |
| 15  | Vittoria   | 13–2      | Wesley Smith        | T.KO   | 2 (8)         | 16 settembre 1988 | 23  | Winston-Salem,                                    | |
| 14  | Vittoria   | 12–2      | David Jaco          | D.U.   | 10            | 30 giugno 1988    | 23  | Pavilion Convention Center, Virginia Beach,       | |
| 13  | Sconfitta  | 11–2      | Mike Hunter         | D.U.   | 6             | 22 gennaio 1988   | 22  | Convention Hall, Atlantic City,                   | |
| 12  | Vittoria   | 11–1      | Kim Adams           | T.KO   | 2 (8), 0:51   | 30 agosto 1987    | 22  | Congress Plaza Hotel, Chicago,                    | |
| 11  | Vittoria   | 10–1      | Richard Scott       | KO     | 2 (8), 2:50   | 11 agosto 1987    | 22  | UIC Pavilion, Chicago,                            | |
| 10  | Vittoria   | 9–1       | Tim Morrison        | KO     | 1 (6), 1:01   | 30 maggio 1987    | 22  | DiVinci Manor, Chicago,                           | |
| 9   | Vittoria   | 8–1       | Fred Whitaker       | D.U.   | 6             | 21 marzo 1987     | 21  | DiVinci Manor, Chicago,                           | |
| 8   | Vittoria   | 7–1       | Al Evans            | D.U.   | 6             | 16 dicembre 1986  | 21  | Condesa Del Mar, Alsip,                           | |
| 7   | Vittoria   | 6–1       | Bashir Wadud        | D.U.   | 6             | 25 ottobre 1986   | 21  | DiVinci Manor, Chicago,                           | |
| 6   | Vittoria   | 5–1       | Larry Roberson      | T.KO   | 1 (4), 2:31   | 13 settembre 1986 | 21  | DiVinci Manor, Chicago,                           | |
| 5   | Vittoria   | 4–1       | James Churn         | KO     | 1 (4), 1:19   | 14 agosto 1986    | 21  | Congress Plaza Hotel, Chicago,                    | |
| 4   | Vittoria   | 3–1       | Kimmuel Odum        | M.D.   | 4             | 14 agosto 1986    | 21  | DiVinci Manor, Chicago,                           | |
| 3   | Vittoria   | 2–1       | Felix Shorter       | T.KO   | 2 (4)         | 18 gennaio 1986   | 20  | DiVinci Manor, Chicago,                           | |
| 2   | Sconfitta  | 1–1       | Joey Christjohn     | D.U.   | 4             | 6 dicembre 1985   | 20  | Las Vegas Hilton, Winchester,                     | |
| 1   | Vittoria   | 1–0       | Lou Bailey          | T.KO   | 1 (4), 2:35   | 2 novembre 1985   | 20  | Odeum Expo Center, Villa Park,                    | |

 Legenda
KO: knockout
T.KO: knockout tecnico
D.U: decisione unanime
M.D: decisione di maggioranza
S.D: decisione di divisione
PTS: vittoria ai punti
RIT.: ritirato
SQ: squalifica 